# Lăng mạ

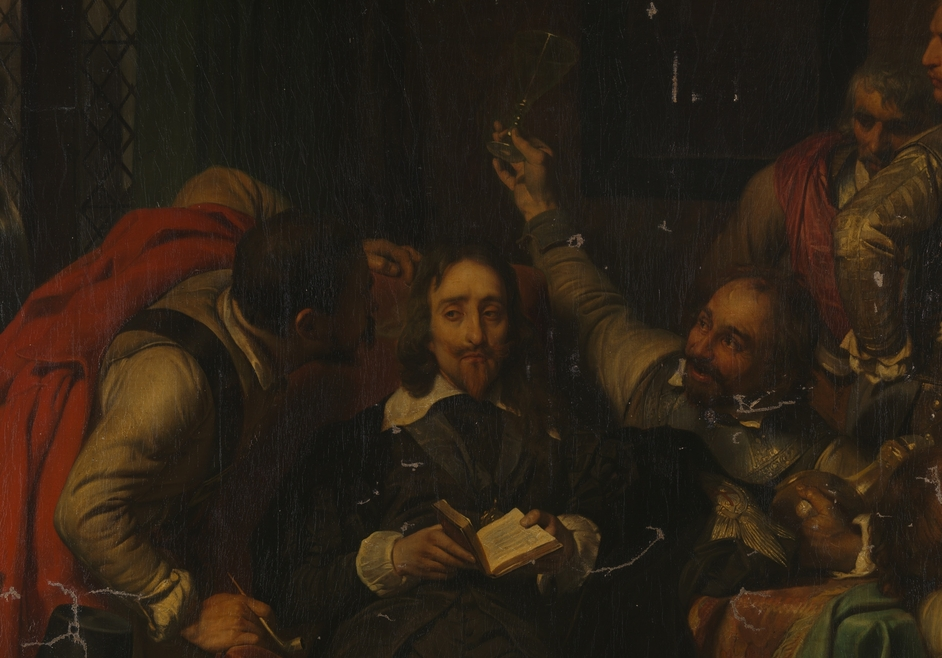
Một phần của bức tranh sơn dầu năm 1836 của Hippolyte Delaroche, Charles I bị lính của Cromwell lăng mạ.

Lăng mạ hay sỉ nhục là một biểu hiện, tuyên bố hoặc hành vi thường có chủ ý thiếu tôn trọng, xúc phạm, khinh thường hoặc hạ thấp một cá nhân hoặc một nhóm người. Lời lăng mạ có thể cố ý hoặc vô ý, và chúng thường nhằm mục đích hạ bệ, xúc phạm hoặc làm nhục mục tiêu. Mặc dù những lời lăng mạ cố ý đôi khi có thể bao gồm thông tin thực tế, nhưng chúng thường được trình bày theo cách hạ thấp, nhằm khơi dậy phản ứng cảm xúc tiêu cực hoặc có tác động phản ứng có hại khi được sử dụng một cách có hại. Lời lăng mạ cũng có thể được đưa ra một cách vô ý hoặc theo cách đùa cợt nhưng trong một số trường hợp cũng có thể có tác động và ảnh hưởng tiêu cực ngay cả khi chúng không có ý xúc phạm.

Lời lăng mạ có thể có tác động, ảnh hưởng và ý nghĩa khác nhau tùy thuộc vào mục đích, cách sử dụng, sự hiểu biết của người nhận về ý nghĩa và mục đích đằng sau hành động hoặc lời nói, và bối cảnh xã hội và các chuẩn mực xã hội.

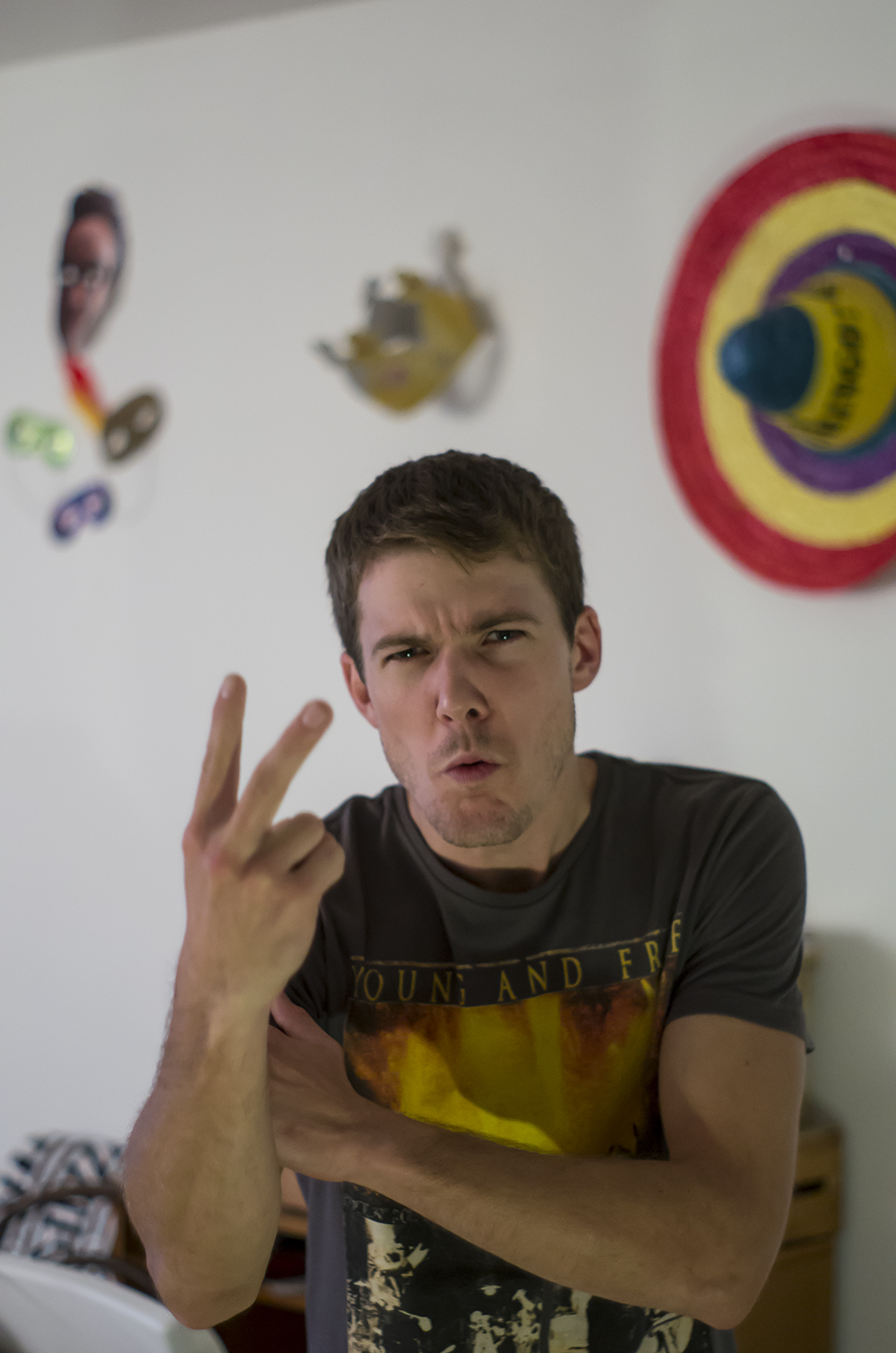
Việc sử dụng dấu chữ V như một lời lăng mạ, cùng với chuyển động vung tay hướng lên.

## Lịch sử
Vào thời La Mã cổ đại, các bài phát biểu và tranh luận chính trị được biết đến là bao gồm những lời lẽ gay gắt và tấn công cá nhân. Các nhà sử học cho rằng những lời lăng mạ và tấn công bằng lời nói là phổ biến trong các cuộc thảo luận chính trị thời bấy giờ. Thực tiễn này phản ánh bản chất đối đầu cao độ của sự tham gia chính trị ở La Mã cổ đại.
Nhiều văn bản và tín ngưỡng tôn giáo cũng đã góp phần vào quan điểm về những lời lăng mạ và những tác động của việc lăng mạ trong cơn tức giận. Trong Cơ đốc giáo, chẳng hạn, Bài giảng trên núi của Chúa Giê-su bao gồm những lời dạy về tầm quan trọng của cơn giận. Theo Chúa Giê-su, cơn giận giống như hành động giết người, nhấn mạnh tầm quan trọng của việc kiểm soát cảm xúc và tránh nói những lời gây hại.
Trong Phúc âm Matthew, cụ thể là Matthew 5:22, Chúa Giê-su nói: "Nhưng Ta nói cho các ngươi biết rằng bất cứ ai giận dữ với anh trai hay chị gái của mình sẽ bị phán xét. Một lần nữa, bất cứ ai nói với anh trai hay chị gái của mình, 'Raca,' sẽ bị đưa ra tòa. Và bất cứ ai nói, 'Mày ngu!' sẽ bị nguy hiểm bởi lửa địa ngục. " (Phiên bản quốc tế mới) Lời dạy này nhấn mạnh tầm quan trọng của việc kiểm soát lời nói của mình và tránh lăng mạ người khác trong cơn tức giận vô cớ.